# Метър
Метърът (на старогръцки: μέτρον – мярка, измерване) е основна единица за дължина в SI и се означава с m. В българските популярни издания понякога се употребява означението м вместо m.
Mетърът е дефиниран първоначално през 1793 г. като една десетмилионна от разстоянието от екватора до Северния полюс по големия кръг, така че обиколката на Земята е приблизително 40 000 km. През 1799 г. метърът е предефиниран по отношение на прототипна измервателна лента (действителната използвана лента е променена през 1889 г.). През 1960 г. измервателният апарат е предефиниран по отношение на определен брой дължини на вълната на определена емисионна линия на криптон-86.
През 1983 г. е прието следното определение:
Метърът се определя като дължината на пътя, изминат от светлината във вакуум за интервал от време 1299 792 458 от секундата.
По този начин скоростта на светлината във вакуум се дефинира като точно 299 792 458 m/s. Горното определение през 2019 г. е прередактирано, но без да се променя същността му.

## История

### История на името
Първият писмен документ за предложена мярка за дължина на основата на степени на 10 е на английския философ Джон Уилкинс от 1668 г. През 1675 г. италианският учен Тито Ливио Буратини в своя научен труд Универсалната мярка използва думите metro cattolico (католическа мярка, което е синоним на универсална мярка или универсален метър), което от своя страна идва от гръцки μέτρον καθολικόν (метрон католикон). Оттук идва френската дума mètre която през 1797 г. е въведена в английския език.

### История на мярката
С увеличената научна дейност през XVII век идва необходимостта от универсални, стандартни единици, както ги нарича Джон Уилкинс или католически метър, както го нарича Тито Ливио Буратини. През 1668 г. Уилкинс предлага метърът да се определи като дължината на махало с полупериод 1 s (т. нар. „секундно махало“). В днешни мерки това е {\displaystyle {\frac {g}{\pi ^{2}}}\approx 0,994} m.
През 18 век във Франция са обсъждани две определения за метъра. Едното е предложеното от Уилкинс определение – за метър да се приеме дължината на „секундното махало“. Другата, по-нова идея е да се определи метърът като една 40-милионна част от Парижкия меридиан (т.е. една десетомилионна част от разстоянието между Северния полюс и екватора, измерено по меридиана, минаващ през Париж).
След Френската революция (1789 г.) старите мерни единици се свързват със стария режим и са заменени с нови. Ливрата е заменена с франка и е въведена нова мерна единица за дължина – метърът, първоначално с първото определение. През 1791 г. обаче Френската академия на науките избира „меридиановата“ дефиниция за метъра пред „махаловата“, тъй като силата на гравитацията варира леко в различни точки от земната повърхност, което се отразява на периода на махалото. Интересно е, че в днешни единици това е {\displaystyle {\frac {1}{1\,,000\,000\,000\,05}}} m.
На метъра като единица за дължина и на килограма като единица за маса се основава метричната система. По време на управлението на Наполеон метричната система се разпространява по цяла Европа. Само Великобритания, която Наполеон не завладява, запазва традиционните си мерки за дължина: инч, фут и ярд.
Метричната система официално е въведена в световен мащаб чрез Конвенцията за метъра, приета на международна дипломатическа конференция на 17 държави (Русия, Франция, Великобритания, САЩ, Германия, Италия и др.) на 20 май 1875 г.

### Прототипът
През 1870-те и в светлината на съвременната точност, серия от международни конференции се провежда за разработване на нови метрични стандарти. Конвенцията за метъра от 1875 г. изисква създаването на постоянно Международно бюро за мерки и теглилки (на френски BIPM: Bureau International des Poids et Mesures), което да се намира в Севър, Франция. Целта на тази нова организация е да съхранява новите прототипи за стандарт както за килограма, така за и метъра, като изгражда, разпространява националните метрични прототипи и поддържа сравнения между тях и неметричните стандарти за измерване. Организацията създава новия прототип през 1889 г. на първата Обща конференция по мерки и теглилки. Той представлява сплав от 90% платина и 10% иридий с напречно сечение във формата на буквата X. Оригиналният международен прототип (еталон) на метъра все още се пази в Международното бюро за мерки и теглилки при условията, определени през 1889 г.

### Съвременни определения
През 1960 г. е било решено да не се използва повече изработеният от хората предмет в качеството на еталон и до 1983 г. е възприето метърът да се определя като числото 1 650 763,73, умножено на дължината на вълната на оранжевата линия (6056 Å) в спектъра на изотопа на криптона 86Kr във вакуум. През 1983 г. е прието ново определение:
| „ | Метър е дължината на пътя, изминат от светлината във вакуум за интервал от време {\displaystyle {\frac {1}{299\,792\,458}}} от секундата. | “ |

Новите определения в SI, приети през 2019 г., не засягат метъра от съдържателна гледна точка, обаче от стилистични съображения е прието формално ново определение, напълно еквивалентно на предишното (в официален превод на български):
| „ | Единицата за дължина „метър“ се определя, като фиксираната числена стойност на скоростта на светлината във вакуум c се приема за 299 792 458, изразена в единицата m/s, където секундата се определя посредством {\displaystyle \Delta \nu _{\text{Cs}}}, и се означава с „m“. | “ |

## Кратни и дробни единици
Кратните и дробните на метъра се образуват по общото правило чрез съответните представки.
| Стойност                                                                   | Символ                        | Име |  | Стойност                                                         | Символ                         | Име                                                                                                  |
| -------------------------------------------------------------------------- | ----------------------------- | --- |  | ---------------------------------------------------------------- | ------------------------------ | --- |
| 10-1 m 10-2 m 10-3 m 10-6 m 10-9 m 10-12 m 10-15 m 10-18 m 10-21 m 10-24 m | dm cm mm µm nm pm fm am zm ym | дециметър сантиметър милиметър микрометър нанометър пикометър фемтометър атометър септометър йоктометър |  | 101 m 102 m 103 m 106 m 109 m 1012 m 1015 m 1018 m 1021 m 1024 m | dam hm km Mm Gm Tm Pm Em Zm Ym | декаметър хектометър километър мегаметър гигаметър тераметър петаметър ексаметър сетаметър йотаметър |

## Еквиваленти в други единици
| Метрична единица, изразена чрез не-SI единица | Метрична единица, изразена чрез не-SI единица | Метрична единица, изразена чрез не-SI единица | Метрична единица, изразена чрез не-SI единица | Не-SI единица, изразена чрез метрична единица | Не-SI единица, изразена чрез метрична единица | Не-SI единица, изразена чрез метрична единица | Не-SI единица, изразена чрез метрична единица |
| --------------------------------------------- | --------------------------------------------- | --------------------------------------------- | --------------------------------------------- | --------------------------------------------- | --------------------------------------------- | --------------------------------------------- | --------------------------------------------- |
| 1 метър                                       | ≈                                             | 1,0936                                        | ярда                                          | 1 ярд                                         | ≡                                             | 0,9144                                        | метра                                         |
| 1 метър                                       | ≈                                             | 39,37                                         | инча                                          | 1 инч                                         | ≡                                             | 0,0254                                        | метра                                         |
| 1 сантиметър                                  | ≈                                             | 0,3937                                        | инча                                          | 1 инч                                         | ≡                                             | 2,54                                          | сантиметра                                    |
| 1 милиметър                                   | ≈                                             | 0,03937                                       | инча                                          | 1 инч                                         | ≡                                             | 25,4                                          | милиметра                                     |
| 1 метър                                       | ≡                                             | 10                                            | ангстрьома                                    | 1 ангстрьом                                   | ≡                                             | 10−10                                         | метра                                         |
| 1 нанометър                                   | ≡                                             | 10                                            | ангстрьома                                    | 1 ангстрьом                                   | ≡                                             | 100                                           | пикометра                                     |

В тази таблица за „инч“ и „ярд“ са взети определенията за „международен инч“ и „международен ярд“.
„≈“ означава „приблизително равно на“.
„≡“ означава „точно равно на“.